# 善隣学生会館事件

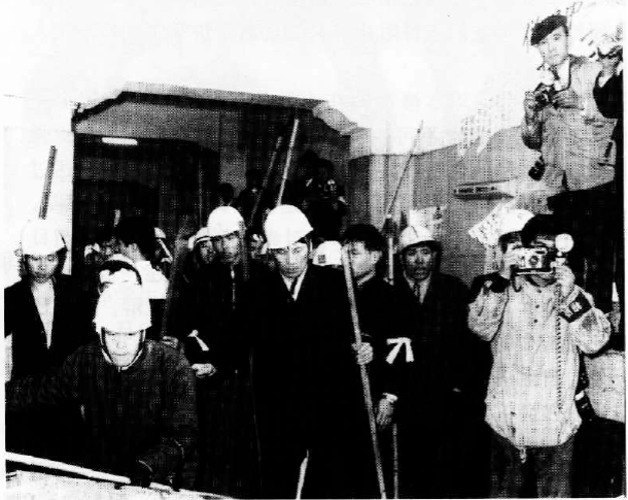
「民青のゲバルト部隊」とされる写真

善隣学生会館事件（ぜんりんがくせいかいかんじけん）とは、1967年2月28日から同年3月2日にかけて、日本・東京都文京区にあった善隣学生会館（現：日中友好会館）において、日本共産党配下の日中友好協会およびそれを支援した日本民主青年同盟などの日本共産党の動員部隊と、当時の中国政府や中国共産党の運動を支持していた在日華僑学生やその支援者などとの間で発生した流血事件である。略して善隣会館事件とも称される。日本共産党では、この事件を日中友好協会本部襲撃事件と称し、襲撃は3年間続き「主なものだけでも105回、重軽傷者300人」にのぼったと主張している。

## 概説

### 善隣学生会館とは
善隣学生会館は、昭和10年(1935年)に、満洲国皇帝の愛新覚羅溥儀の寄附行為によって設立された「満洲国留日学生補導協会」が中国人留学生寮－「満洲国留日学生会館」として建設したものである。日本の敗戦後、会館は連合国の財産として、疎開先から戻った中国人留学生の学生寮として自主管理にゆだねられた。1951年のサンフランシスコ講和条約の成立後、旧外務官僚らによって設立された「財団法人善隣学生会館」（守島伍郎理事長）に所有権が引き渡されようとしたが、1952年から1961年まで、会館が中国の財産であると主張する中国人学生や在日華僑らとの間で所有権をめぐる紛争が続き、1962年2月に、細迫兼光、穂積七郎両代議士らの努力によって和解が成立し、外務省、日中友好協会の立会いの下に、善隣学生会館理事会側と華僑総会側とのあいだに次のような内容の覚書が作られた。
1. 同会館の所有権は日中国交成立[注釈 2]まで未定とする。
2. 同会館の管理権が善隣学生会館理事会にあることを認める。
3. 同会館の3階と4階は中国人学生の宿舎とする。
4. 同会館の1階、2階は日中友好の事業のために使用される。

1967年当時、善隣学生会館には、戦前の満洲国からの留学生や上京した華僑学生（平和条約国籍離脱者である台湾省の華僑を含む）の学生寮である後楽寮、1966年10月に分裂し、日中友好協会(正統)本部が去って、日本共産党傘下の様相を呈するようになった日本中国友好協会、中国語学校（倉石中国語講習会）、商社事務所などが入居していて、会館理事会が管理運営していた。
日中友好協会事務所はこの会館の中の店子の一つであり、友好協会としては従来どおりの入居の権利があると主張していた。しかし、前述のとおり、この会館は単なる貸しビルではなく、満洲国政府の出資によって建設された満洲国の留学生の会館であり、戦後はGHQなどの認定により、中華民国の財産であることが確認されていた。
1962年の取り決めで、日中友好団体以外の団体はこの会館から退去することになり、日中友好協会は日中友好運動を担う複数の団体のまとめ役として、この会館に事務所を構えていたのである。

### 日本共産党の傘下の日中友好協会と中国人学生との対立
ところが、1966年の宮本顕治と毛沢東の会談以降、日本共産党は中国共産党との接触を拒絶するようになり、中国側のイニシアチブで行われる日中青年交流や中華人民共和国の見本市などの行事に非協力的あるいは敵対的になった。このために、日中友好を前提にして事業を行っていた通信社や商社は混乱し、内部の紛争が多発した。善隣学生会館に事務所があった日中友好協会では、1966年10月25日の第13回常任理事会の後に、中国との関係を維持しようと考える会員らが、「日中友好協会（正統）本部」として、別の事務所を構えた。その結果、元の事務所に残った日本共産党傘下の日中友好協会は、日中友好運動の諸団体のまとめ役の役割を担わなくなり、むしろ、紛争の一方の有力な当事者として、善隣学生会館内の施設を紛争遂行の目的の集会などに使用した。この動きに反発して、善隣学生会館にあった中国人学生寮の後楽寮の寮生らは会館事務所からの退去を求めるために、会館内に壁新聞を貼って、意思表示した。後楽寮の寮生らの主張は、日本共産党傘下の日中友好協会は、日中友好目的ではなく、反中国の活動をしており、ニセの日中友好協会だから、善隣学生会館から退去すべきだというものであった。

### 流血事件
華僑学生らが貼った「ニセ日中は出ていけ」という趣旨の壁新聞は、日中友好協会側の人間に頻繁に破られたので、華僑学生らはそれを防ぐために、見張りをしていたところ、1967年2月28日の午後11時ごろに、日中友好協会の会員が壁新聞を破り、制止しようとした華僑学生と口論になったが、協会員はそのまま日中友好協会事務所に入った（その前に華僑学生に一撃を加えたといわれる）。そこで、後楽寮の寮生が集まって、日中友好協会の事務所に押し掛け、その点について抗議すると、事務所から協会の職員が出てきて、謝罪する自己批判書を書いた。その1時間ほど後に、日本共産党と民主青年同盟の宣伝カーに分乗した60～70人の男たちがかけつけ華僑学生たちともみあいになった。
このことに抗議するために、翌日の3月1日の午後6時に華僑学生と日本の友好団体のメンバーが集まり、善隣学生会館内で150人ほどの抗議集会を開き、午後9時ごろに閉会し、解散したが、日本共産党は動員を続け、その人数は午後11時ごろには500名に達し、会館を包囲した。会館を包囲した群衆は、善隣学生会館の後楽寮に居住する中国人学生らを「チャンコロ」と呼び、「ここは日本の領土だ、中国人は出ていけ」などと叫んだという。その後、小競り合いが続く中で、3月2日の午後に、ヘルメット、棍棒、竹ざおで武装した部隊が日中友好協会の事務所から飛び出してきて、対峙していた華僑学生らに暴行を加え、その結果華僑学生や友好団体のメンバー7人が重傷を負った。このとき、日本共産党の当時の最高指導者たちが善隣学生会館の近くまで訪れ、日本共産党の部隊を指揮していたとされる。
日本共産党側は、1967年3月2日の事件当時、華僑寮生による日中友好協会事務所に対する襲撃があったと主張しているが、華僑寮生側は、そもそも、そのような襲撃はなかったと主張している。日中友好協会側は、「襲撃」の証拠として「襲撃場所」や、襲撃されたことによって破壊された日中友好協会本部の扉とされる画像などを紹介している。

### 日本共産党の正当防衛論
1967年2月、日本共産党は機関紙『赤旗』で、「反党盲従分子」に対する反撃は正当防衛であると主張した。特に、2月21日の赤旗の論文では、刑法の｢過剰防衛｣の解釈を示し、それによって相手を傷つけても、「刑は軽くされるか免除される」といった主張が示された。華僑学生らは、この記事の内容が、日本共産党が中国人学生らを襲撃することを早くから計画していた証拠であると主張した。
ちなみにこの正当防衛論が掲げられるまでは、50年問題の余韻もあり、「相手側からの暴力に対し無抵抗で対処せよ」というものであった。
1967年以降、大学で全共闘運動が盛んになり、東京大学などでは全共闘系の学生と日本共産党系の青年組織である日本民主青年同盟（民青同盟）の学生が、武力衝突する事件が頻発したが、当時の日本共産党はある程度の規模の暴力部隊を保持していた。3月2日のこの事件の民青同盟の部隊は、学生運動などにおけるヘルメット武装部隊としては、早い時期のものであった。

### 双方の主張
1967年3月2日の流血事件では、後楽寮の寮生と日本人支援者に7名の重傷者が出て、そのとき、ヘルメットと棍棒などで武装していた日本共産党のゲバルト部隊の写真が撮影され、また頭部を激しく殴打されて流血している中国人寮生の写真も撮影され、これらの画像が日本共産党に対する批判の証拠として広く配布された。日本共産党側では、先に襲撃したのは華僑寮生側であり、「正当防衛」を行使したのだと主張している。また、この事件における重傷者は日中友好協会側のほうが多いという説もある。その根拠は明白には示されていないが、この事件を年2月28日から同年3月2日の流血事件と限定せずに、日中友好協会の分裂後、善隣学生会館で発生した対立から、3月2日の流血事件を含み、日本共産党系の日中友好協会の事務所が善隣学生会館から移転する1970年までの期間の双方の対峙関係全体を問題としていると思われる。

### 学者や文化人の反応
事件発生後、歴史学者の井上清は、1967年3月6日に開かれた集会で、日本共産党の行為を「日本に今復活しつつあるところの軍国主義思想、排外主義の軍国主義思想を煽動し助長するもの」であると批判し、強く抗議した。
3月13日に、井上清、水上勉、滝沢修、杉村春子など、35名の文化人が「日本共産党・日本民主青年同盟」を批判する声明を発表した。ただし、35氏の中に含まれていた東山千栄子は、この声明について「私は関知しない」「名前を連ねる意思はない」と発言した。
部落問題、朝鮮問題などの論客で知られていた寺尾五郎は、この事件を『日中不戦の思想』という著書において採り上げ、華僑寮生側を擁護した。
大学で井上清の1年先輩であった林健太郎は、読売新聞のコラムで、「少なくとも一階の日中友好協会事務所前の乱闘事件については、中共側が攻撃者であったことはまちがいないようである。」として、日本共産党を擁護した。

### 和解による日中友好協会の退去
財団法人善隣学生会館は、1967年11月に、日中友好協会に退去を求める訴訟を提起した。その退去要求の理由は、次のようなものであった。
1. 財団法人善隣学生館の寄付行為の規定により、財団法人善隣学生館の本来の目的である中国人学生寮および中国文化センターとして、この建物を使用すべきところ、さまざまな条件（原資の不足、中国との正式な学生交換がないことなど）のために、この本来の使用のために建物を使用できない状態が生じたため、一時的に当建物の一部を賃貸している。したがって、日中友好協会との賃貸借契約は、（仮に存在するとしても）財団法人善隣学生会館が建物の本来の使用のために、この契約を解約する必要が生じた場合には、無条件にそれに応じるという特約の付された契約である。
2. (日本中国友好協会が同建物を事務所として賃借するようになった経緯について触れた後)これは日中友好協会が分裂する前に同協会の申し出により承認されたもので、同協会が日中関係13団体を代表し、寮生の推薦と保証を行う東京華僑総会と協力して、中国文化センターとして運営するという目的で、善隣学生会館の部屋を賃借し、その運営にあたるというのが建物の賃貸借の主目的であり、日中友好協会の事務所としての使用は、主目的に付随する目的でしかない。
3. しかるに、1966年の日中友好協会分裂後、日中関係13団体のうち、4団体は解散し、残りの8団体は日中友好協会正統本部を支持するようになり、同協会は日中関係13団体の代表者であることができなくなっている。
4. また、東京華僑総会との関係についても、協力関係は不可能になっており、この結果、同協会はその賃貸借の主目的たる中国文化センターの運営を行うことはできなくなっている。
5. 1967年2月28日以降の善隣学生会館流血事件以降、同協会は多数の部外者を、同会館内の占有している部屋に起居させ、昼間においても多数の部外者を室内に立ち入らせているが、これは、華僑学生との紛争の理由にかかわらず、使用目的たる中国文化センター及び付属事務所、倉庫、並びに事務所としての用法に著しく違反している。

善隣学生会館では1967年3月2日以降、日本共産党側と華僑学生及びその支援者がそれぞれに人員を泊り込ませて対峙していた。この状態は、上記訴訟の和解が1970年7月15日に成立し、日中友好協会が事務所を移転するまで継続した。和解条件は、次のようなものだった。
1. 被告は原告に対し、善隣学生会館に関する賃貸借契約が昭和45年7月15日限り、専ら原告の自己使用に基く解約により終了したことを認め、1970年9月末日限り、本件建物を明け渡す。原告は、原告管理下の、善隣学生会館内でおきた暴力事件について、管理者として遺憾の意を表する。
2. 原告は被告に対し、昭和42年3月1日以降本日までの賃料等一切の金員の支払を免除する。
3. 原告は被告に対し、本日以降、昭和45年9月末日までの間、明け渡し猶予期間として、被告が本件建物を無料で使用占有することを認め、その間、被告が使用占有部分を平穏に使用できるよう、警備員を配置する等、会館内の平穏なる秩序維持に努める。
4. 原告は被告に対し、立退料及び示談金として、本日和解成立時に金110万円、及び前期第1項記載の明渡完了と同時に金100万円を各々支払うものとする。
5. 原告は、前記第一項の趣旨に慮み、被告明渡後、本件建物を原告自ら行う事業に専ら使用することを表明する。
6. 原告はその余の請求を放棄する。
7. 原告・被告は互いに本和解条項以外に何らの債権債務のないことを確認する。
8. 訴訟費用は各自弁。

### その後
日本共産党と中国共産党は1960年代以降、関係が断絶していたが、日中国交回復から25年たった1997年9月17日に、朝日新聞社が主催した国交正常化二十五周年記念特別講演会で、張香山前中日友好協会副会長らが講演し、このときに中国共産党と日本共産党の関係改善について問われた張は、1966年を振り返り、「当時の我々には誤りの方が多かった」と語った。翌1998年6月に、両党の関係が正常化された。
分裂した日中友好協会は、再統一されることなく、別組織のまま、現在に至っている。日中友好協会（正統）本部は、会員が過激な反戦運動や反政府運動に参加し、再分裂や統合などを経て、現在は公益社団法人日中友好協会として存続している。2000年に協会が出版した書物では、同事件について、日本共産党の動員部隊が中国人学生を襲撃した事件であると紹介している。2021年2月現在の協会のホームページ「協会の歩み」欄に、この事件に関する記述は見られない。
日本共産党側の日中友好協会と中国との関係は断絶していたが、現在では中国は両方の組織との交流を行っている。同協会は2017年4月15日に「善隣学生会館襲撃事件50周年に当たって」という声明を発表して、自分たちが襲撃されたという主張を繰り返している。